# Echinococcus oligarthra
Echinococcus oligarthra (Diesing, 1863) je drobná, 2-3 mm dlouhá tasemnice z čeledi Taeniidae parazitující ve střevech jihoamerických kočkovitých šelem. Mezihostitelem tasemnice jsou jihoamerické druhy hlodavců, například vačice nebo zástupci čeledi Dasyproctidae. Vyskytuje se pouze ve Střední a Jižní Americe. E. oligarthra je nejmenší ze všech ostatních zástupců rodu Echinococcus a společně s E. felidis jsou jedinými představiteli rodu adaptovanými na kočkovité šelmy. Nejčastěji se vyskytuje u pumy, jaguára, ale předpokládá se, že druh může infikovat všechny druhy kočkovitých šelem na Americkém kontinentu. Atypickým mezihostitelem mohou být primáti nebo člověk. Infekce člověka je vzácná a onemocnění se označuje jako polycystická echinokokóza.